# جاكوب هنري ميلر
جاكوب هنري ميلر (بالإنجليزية: Jacob Henry Miller)‏ هو محامي وسياسي أمريكي، ولد في 3 أكتوبر 1865 في مقاطعة ليكنغ في الولايات المتحدة، وتوفي في 1920. حزبياً، نشط في الحزب الديمقراطي.